# Auguaise
Auguaise är en kommun i departementet Orne i regionen Normandie i nordvästra Frankrike. Kommunen ligger i kantonen Moulins-la-Marche som tillhör arrondissementet Mortagne-au-Perche. År 2022 hade Auguaise 197 invånare.

## Befolkningsutveckling
Antalet invånare i kommunen Auguaise
| Referens: INSEE |